# Robert de Craon
Robert de Craon (zm. 13 stycznia 1147) – drugi wielki mistrz zakonu templariuszy, w latach 1136–1147.
Pochodził z Andegawenii lub Burgundii. Przed wyborem na wielkiego mistrza znany był również jako Robert Seneszal lub Robert z Burgundii. Należał do grupy pierwszych dziewięciu rycerzy-współorganizatorów nowego zakonu. Bezpośrednim powodem jego wstąpienia do zgromadzenia było doznanie zawodu miłosnego. 
Jako wielki mistrz wykazał się walecznością oraz zdolnościami organizacyjnymi i dyplomatycznymi. Prawdopodobnie pod jego dowództwem templariusze stoczyli pierwszą ważniejszą swoją bitwę w Ziemi Świętej pod Tekoa, zakończoną jednak ich porażką.  Dzięki jego zabiegom doszło w 1139 r. do ogłoszenia przez papieża Innocentego II słynnej bulli Omne datum optimum, kładącej podwaliny pod przyszłą potęgę zakonu – zapewniającą niezależność zakonu od lokalnych władz kościelnych, podległość jedynie papieżowi, zwolnienie z dziesięcin oraz wprowadzającą instytucję braci-kapelanów.